# Talisa García
Talisa García (Chile, 1973) es una actriz británica de origen chileno, conocida por interpretar al personaje de Kim Vogel en la serie de televisión británica Baptiste.

## Biografía
Nacida en Chile, García fue encontrada en las calles de Santiago y adoptada por una profesora universitaria y su esposo ingeniero.
La familia huyó de Chile en 1977, instalándose en Swansea. Se mudaron a Londres en 1986. De niña ya se sentía diferente; en 1992, con el apoyo de sus padres, se sometió a cirugía de reasignación de sexo y desde entonces pasó por la vida como mujer. Eligió su nombre basándose en la actriz Talisa Soto, la chica Bond de la película Licence to Kill.
En 2003, completó su máster en interpretación en la Arts Educational School de Londres. 

## Filmografía

### Cine
| Año  | Título               | Personaje | Notas        |
| ---- | -------------------- | --------- | ------------ |
| 2004 | Enduring Love        |           |              |
| 2004 | The Green Bag Factor |           | Cortometraje |

### Televisión
| Año       | Título                    | Personaje                                   | Notas       |
| --------- | ------------------------- | ------------------------------------------- | ----------- |
| 2004      | Silent Witness            | Suzi Bradley                                | 2 episodios |
| 2006-2016 | Doctors                   | Gabriela Da Silva (2006) Maria Perez (2016) | 3 episodios |
| 2019      | Baptiste                  | Kim Vogel                                   |             |
| 2020      | Miracle Workers           | Valdrogian Empress                          |             |
| 2020      | Servir y proteger         | Bárbara Velasco                             |             |
| 2021      | The Girlfriend Experience | Recruiter                                   |             |